# Sarah Draguljic
Sarah Draguljic (* 25. Jänner 2000) ist eine österreichische Handballspielerin, die bis 2023 beim Erstligisten Hypo Niederösterreich unter Vertrag stand, wo sie alle Nachwuchsmannschaften durchlief, bis hin zur Damenmannschaft.

## Vereinskarriere
Sarah Draguljic spielt als Kreisläuferin für Hypo Niederösterreich in der Women Handball Austria, der ersten österreichischen Liga. Zu Hypo kam sie 2013; zuvor war sie bei HC Linz AG aktiv. Nachdem Draguljic mit der Damenmannschaft von Hypo jeweils drei Mal die Meisterschaft und den ÖHB-Cup gewonnen hatte, schloss sie sich im Jahr 2023 dem Verein SK Keplinger-Traun an.

## Auswahlmannschaften
Draguljic gehört dem Kader der österreichischen Nationalmannschaft an. Sie wurde bei der Weltmeisterschaft 2021 in Spanien eingesetzt. Sie spielte für die Nachwuchsauswahl Österreichs bei der U-18-Weltmeisterschaft 2018.